# Magnolia schiedeana
Magnolia schiedeana este o specie de plante din genul Magnolia, familia Magnoliaceae, descrisă de Schltl.. A fost clasificată de IUCN ca specie în pericol. Conform Catalogue of Life specia Magnolia schiedeana nu are subspecii cunoscute.